# Варгина, Пелагея Ивановна
Пелагея Ивановна Варгина ( 8 октября 1905, Звенигородский уезд, Московская губерния  — 4 апреля 1981, Саввинская Слобода) — передовик советского сельского хозяйства, звеньевая колхоза имени Макарова Звенигородского района Московской области, Герой Социалистического Труда (1948).

## Биография
Родилась в 1905 году на территории Звенигородского уезда Московской губернии в русской семье крестьянина. Получив начальное образование, трудилась по найму у зажиточных селян в сельском хозяйстве. С началом коллективизации в начале 1920-х годов Пелагея Ивановна вступила в товарищество по совместной обработке земли, позже ставшее колхозом имени Макарова, с центральной усадьбой в селе Саввинская Слобода Звенигородского района Московской области. С первых дней работы Пелагея Ивановна отличалась большим усердием, постоянно была в передовиках и вскоре возглавила одно из звеньев по выращиванию зерновых.
Под руководством Варгиной звено из шести человек женщин-полеводов постоянно наращивало темп по производству зерна и качественному обработке посевных площадей. Урожайность зерновых росла. В 1947 году звено Варгиной сумело получить 33,0 центнеров ржи с гектара на площади 8 гектаров.
За получение высоких урожаев пшеницы, ржи, картофеля в 1947 году, Указом Президиума Верховного Совета СССР от 19 февраля 1948 года Пелагее Ивановне Варгиной было присвоено звание Героя Социалистического Труда с вручением ордена Ленина и золотой медали «Серп и Молот».
В дальнейшем продолжала трудовую деятельность. Охотно делилась опытом и навыками с молодыми колхозниками. Проживала в селе Саввинская Слобода Звенигородского (с 1965 года Одинцовского) района. Похоронена на Саввинском кладбище, согласно надгробному памятнику родилась 8 октября 1905 года и умерла 4 апреля 1981 года.

## Награды
За трудовые успехи удостоена:
- золотая звезда «Серп и Молот» (19.02.1948),
- орден Ленина (19.02.1948),
- другие медали.